# Dying Light 2: Stay Human
Dying Light 2 Stay Human — відеогра в жанрі survival horror та рольовий бойовик (Action/RPG) від першої особи у жанрі відкритого світу, що розробляється і видається польською компанією Techland для консолей PlayStation 4, PlayStation 5, Xbox One, Xbox Series X/S, Nintendo Switch та Windows. Продовження гри Dying Light 2015 року.

## Ігровий процес
Dying Light 2 Stay Human є грою у жанрі Action/RPG з виглядом від першої особи. Дія гри відбувається у відкритому світі, площа якого приблизно в 4 рази більша за площу всіх локацій у першій Dying Light. Ігровий світ складається з семи різних районів, але, на відміну від попередньої частини, не розділений на кілька окремих локацій. Ігровий світ динамічно змінюється залежно від ухвалених гравцем рішень. Як і в минулій частині, для переміщення містом гравець може використовувати паркур, а також наземні транспортні засоби, що раніше дебютували в додатку The Following для першої частини.
На відміну від гри 2015 року, у Dying Light 2 Stay Human відсутня вогнепальна зброя. Гравець може використовувати різні види зброї ближнього бою, а також пристрої, такі як абордажна кішка з першої частини. Як і раніше, гравцю протистоять як люди, так і зомбі.
У грі є кооперативний режим. На думку розробників, через нелінійність сюжету один із гравців повинен служити хостом — гості досліджуватимуть відкритий світ у тій варіації, яка існує у хоста, і деяка зброя та інструменти, що відкриваються в іншій сюжетній гілці, будуть недоступні.

## Сюжет
Дія Dying Light 2 Stay Human відбувається через 15 років після спалаху зомбі у Харрані. Головний герой, Ейден Колдуолл, вирушає в подорож до міста Вілледор, останнього на Землі, на пошуки своєї втраченої сестри Мії. Під час подорожі він зіткнеться з різними ворогуючими угрупованнями, які борються за контроль над територією міста. Гра починається з того, що Ейден вибігає з тунелю на околицю Вілледора, де його зустрічає Спайк, який пояснює йому принципи виживання. Він зустрічає людину, яка дає їй ключ, після чого її вбивають бандити. Потім Ейдена переслідують зомбі, він ледве виживає, перш ніж його мало не повісили через відсутність біомаркера — пристрою, що показує прогрес інфекції. Його рятує Хакон, колишній нічний мисливець, який доручає йому забрати біомаркер із лікарні.

## Розроблення
Dying Light 2 Stay Human розроблена та опублікована компанією Techland. Команда мала намір викликати почуття втрати та страху у гравця. Розробники хотіли показати страх того, що людство перебуває на межі вимирання. Щоб показати людську крихкість, команда представила кілька верств міста, в яких тимчасові споруди збудовані поверх руїн старих будівель для розміщення людей, тоді як постійні споруди та бетонна земля зайняті величезними ордами зомбі. При створенні міста команда використовувала внутрішню технологію CityBuilder, яка може збирати різні частини будівлі, такі як виступи та вікна, з мінімальною участю дизайнерів рівнів. Технологія дозволила команді швидко створити та змінити дизайн міста. Команда також створила новий двигун під назвою C-Engine для запуску гри.
Розробники хотіли зробити більший акцент на розповіді, порівняно зі своєю попередньою грою. Команда звернулася до Кріса Авеллона, щоб допомогти написати історію гри, яка розвивається на основі дій гравця. Команда відчувала, що вони розробили відкрите місто, але хотіли, щоб розповідь була на одному рівні. За словами Кріса, гра була описана як «оповідальна пісочниця», в якій кожен вибір має «справжні» наслідки. Після того, як гравці зроблять певний вибір, ігровий простір мав змінитися. Історія гри відрізняється більш серйозним тоном порівняно з першою частиною. Щоб зробити світ правдоподібним та автентичним, команда також черпала натхнення із реальних проблем та політичних ідеологій і була змушена відмовитися від ідей геймплею, які вважалися надто нереалістичними. Команда хотіла, щоб при кожному проходженні гравці витрачали не менше 25 відсотків ігрового контенту.
Історія фокусується на нових, сучасних «темних століттях європейської історії», що дозволяє історії передавати такі теми, як зрада, невірність та інтриги. Команда була впевнена в ігровому процесі гри, хоч і відчувала, що їм потрібна додаткова допомога при розробці гри. Тому команда звернулася до Кріса Авелонни, а також письменників, які працювали над «Відьмаком 3: Дике полювання», грою, яку розхвалили за її написання та сюжет. Оповідний дизайн також спонукає гравців піклуватися про неігрових персонажів і спонукає гравців бути більш чутливими до їхньої присутності та потреб. Зомбі, замість того щоб бути головним ворогом, як у минулій грі, стають другорядними оповідальними персонажами, які чинять тиск на інших персонажів, щоб викликати цікаву драму. У грі більше ворожих людських ворогів у порівнянні з першою грою, тому що команда була натхненна такими творами, як «Ходячі мерці» та «Гра престолів», у якому живі люди однаково небезпечні. Команда розробила життєвий цикл для зомбі у грі. Нещодавно укушені зомбі називають вірусними, які, незважаючи на те, що є небезпечними ворогами, все ще мають людський характер. Потім вони стають кусачими, яких описують як «звичайні зомбі». Коли Кусачі піддаються впливу ультрафіолетового світла протягом тривалого періоду часу, вони перетворюються на «дегенератів», які є зомбі, що вироджуються, із тілом, що відвалюється від них.
Через звинувачення у сексуальних домаганнях, висунутих проти Кріса Авеллона в червні 2020 року, Techland та Авеллон домовилися припинити його участь у Dying Light 2. З тих пір він подав позов про наклеп і категорично заперечував будь-які сексуальні домагання, називаючи звинувачення зловмисними та хибними.

## Випуск
Гра була анонсована Крісом Авеллоном на E3 2018 під час прес-конференції Xbox під назвою Dying Light 2. 30 травня 2019 року було оголошено, що видавцем гри на території США виступатиме компанія Square Enix. 20 січня 2020 року Techland оголосила, що випуск гри буде відкладений, щоб дати додатковий час команді на розробку, при цьому нова дата випуску в той час не називалася. 27 травня 2021 року було проведено цифровий захід, і була оголошена дата випуску 7 грудня 2021 року, а в назву гри був доданий підзаголовок Stay Human. Поряд із датою випуску, рекламний комікс із докладним описом апокаліпсису та демонстрацією зараження, був випущений у цифровому вигляді, а фізичний реліз відбувся у четвертому кварталі 2021 року. Пізніше випуск гри було перенесено на 4 лютого 2022 року. Комікс отримав неоднозначні відгуки, з похвалою на адресу мистецтва та критикою на адресу сюжету та персонажів. 23 вересня 2021 року під час презентації була підтверджена хмарна версія Dying Light 2 Stay Human для консолі Nintendo Switch, випуск якої запланований на той же день, що і для інших платформ. Ця версія гри, однак, була відкладена, і Techland оголосила, що вона буде випущена протягом шести місяців після її початкового запуску на інших платформах.

## Реакція
Dying Light 2 Stay Human отримав «загалом сприятливі» відгуки, згідно з агрегатором відгуків Metacritic.
Kotaku похвалив систему паркуру, написавши, що вона значно розширила свою попередницю: «У Dying Light 2 здається, Techland усвідомила, як рух першої гри виділяв її з багатьох інших ігор про зомбі, і зосередилася на її подальшому розвитку. Кінцевим результатом стала одна з найкращих систем паркуру, яку я бачив в іграх». Ars Technica розкритикувала сюжет, особливо озвучування та текст: «Озвучка DL2, мабуть, найгірша з тих, що я чув у відеогрі такого масштабу… І вона прикута до сценарію, що складається з незграбно перекладених фраз, поряд з масовими стрибками в логіці та стратегії воєнного часу.». Критикуючи оповідний діалог, насичений експозицією, Polygon насолоджувався рукопашним боєм, кажучи, що "Завдяки розумно збалансованому вимірнику втоми, керуючим атаками і рухами, Dying Light 2 змушує мене думати і використовувати всі доступні мені тактики, особливо в бою з Eurogamer сподобалося, як відкритий світ інтегрувався в ігровий процес паркуру: «Паркур від першої особи просто чудовий, його інтеграція у величезний, щільний відкритий світ просто вражаюча, а процес переходу з пункту А до пункту Б доставляє абсолютний кайф». Rock, Paper, Shotgun вважає, що зміни в нічний час зробили його менш небезпечним і рутинним: «Приходячи вночі, ви просто уникаєте орди, дотримуючись дахів… Інтер'єри — це прості стелс-секції з надто очевидними шляхами, щоб пробратися через сплячих… Кінцевим результатом є те, що більшу частину гри ви проводите у напрямку найменш цікавого місця у будь-який момент часу».